# Даненберг (Елбе)
Даненберг (њем. Dannenberg) град је у њемачкој савезној држави Доња Саксонија. Једно је од 27 општинских средишта округа Лихов-Даненберг. Према процјени из 2010. у граду је живјело 8.230 становника. Посједује регионалну шифру (AGS) 3354004.

## Географски и демографски подаци
Даненберг се налази у савезној држави Доња Саксонија у округу Лихов-Даненберг. Град се налази на надморској висини од 14 метара. Површина општине износи 76,4 km². У самом граду је, према процјени из 2010. године, живјело 8.230 становника. Просјечна густина становништва износи 108 становника/km².

## Међународна сарадња
| Мјесто | Држава | Врста сарадње | Од    |
| ------ | ------ | ------------- | ----- |
| Ласк   | Пољска | пријатељство  | 1992. |
| Извор  |        |               |       |